# 罗卡帕伦巴
罗卡帕伦巴（義大利語：Roccapalumba），是意大利西西里大区巴勒莫广域市的一个市镇。总面积31平方公里，人口2688人，人口密度86.7人/平方公里（2009年）。ISTAT代码为082062。